# Кубер-Педі (аеропорт)
Аеропо́рт «Кубер-Педі» (англ. Coober Pedy Airport) — аеропорт невеличкого міста Кубер-Педі в Південній Австралії.

## Авіалінії та напрямки на листопад 2018
| Авіакомпанія              | Пункт призначення     |
| ------------------------- | --------------------- |
| Alliance Airlines         | Аделаїда              |
| Regional Express Airlines | Аделаїда, Порт-Огаста |